# Període ramèssida
El període ramèssida o època dels ramèssides compren la segona meitat de l'Imperi Nou de l'antic Egipte, concretament les dinasties XIX i XX, entre el 1290 i el 1069 aC aproximadament. El nom prové dels onze faraons d'aquestes dinasties que van dur el nom de Ramsès.

## Precedents
El període comença amb la desaparició de la dinastia XVIII i el curt regnat de Ramsès I. L'últim faraó de la dinastia XVIII, Horemheb havia estat un cap militar i havia establert les bases que marcarien la política interior i exterior, la societat, l'economia i l'art monumental i el funerari de la dinastia següent. Va deixar com a successor un dels seus generals, el futur Ramsès I, que venia d'un llarg llinatge de militars al servei dels faraons.
La política i la religió queden molt marcades per l'heretgia d'Akhenaton durant el període d'Amarna, es busca la contraposició a aquella política, fins a tal punt en què s'esborren els noms de la familia d'Akenaton dels monuments i de les llistes reials de Karnak i d'Abidos, les creences d'Amarna es converteixen en tabú.

## Època de màxima esplendor

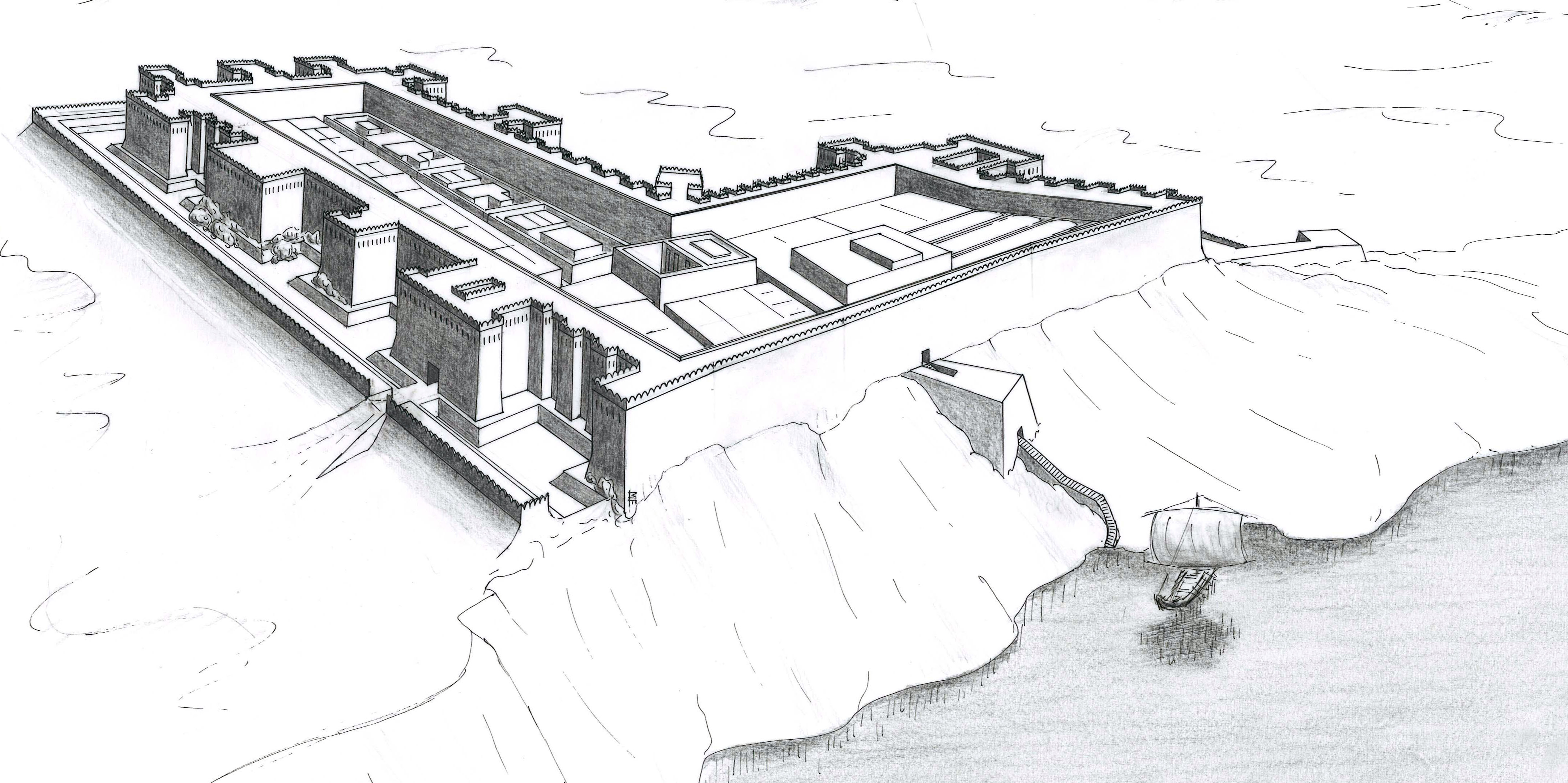
Fortalesa petita del complex de Semna. Dinastia XII, 1850aC.

Comença amb el regnat de Seti I, el segon faraó de la dinastia XIX i culmina amb el regnat del seu fill, el famós Ramsès II.
No es tracta d'una època pacífica, les guerres i els actes bèl·lics per a la recuperació d'antics territoris perduts a finals de la dinastia XVIII són freqüents. També es vol conquerir territoris nous.
La construcció, ampliació i rehabilitació de les antigues fortaleses frontereres de dinasties anteriors, especialment les de l'Imperi Mitjà és una de les principals tasques a les quals es dediquen grans recursos.

## Declivi
Es creu que un dels principals motius del declivi de l'època ramèssida és la longevitat de Ramsès II i el fet que els seus descendents arribessin al poder a una edat avançada, sense ganes ni forces per a dirigir un país tan immens com era l'Antic Egipte, amb múltiples enemics arreu de les fronteres. Després de Merenptah, fill i hereu de Ramsès II, el país entra en crisi.
L'últim gran faraó d'aquesta època és Ramsès III. Després d'alguns anys obscurs i del canvi de dinastia, Ramsès III intenta recuperar - sense arribar a aconseguir-ho - l'esplendor de l'època de Ramsès II. Inicia una recuperació tant a nivell exterior i de conquestes com a nivell interior, amb una lleugera millora de l'economia durant els primers anys de regnat. Però l'acaba amb una greu crisi econòmica i social, la primera vaga coneguda de la història i amb una conspiració per a assassinar el faraó i un dels primers judicis per magnicidi documentats (vegeu: Papir judicial de Torí).
Egipte ja no es recuperarà, som a la fi de l'Imperi Nou i a les portes del Tercer període intermedi.

## Art: arquitectura, escultura i pintura

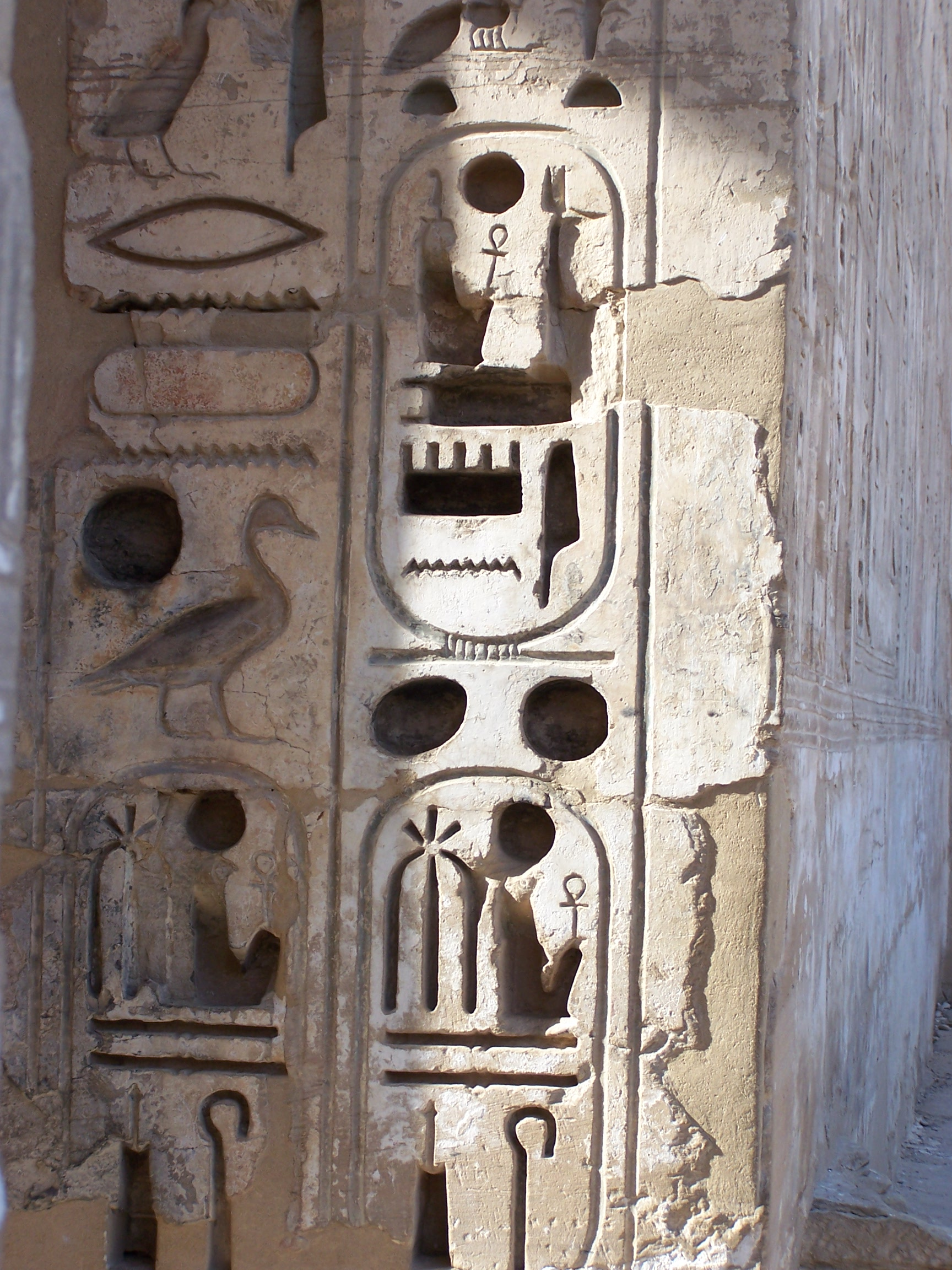
Cartutx de Ramsès III al seu temple de Madinet Habu

Es produeixen grans canvis en l'estil artístic, la transició comença amb Horemheb i es consolida amb Ramsès II. El faraó més representatiu d'aquesta època és Ramsès III.
Un dels trets més significatius és l'apropiació de les obres de faraons anteriors. Aquest comportament, iniciat per Horemheb, en adjudicar-se l'autoria de moltes obres de Tutankhamon, i de la seva família, no és nou, tenim per exemple el precedent de Tutmosis III i la faraona Hatshepsut, però sí que arriba a extrems insospitats durant l'època ramèssida. Els faraons ramèssides són molt conscients que tot això i intenten aplicar mesures perquè no els passi el mateix quan morin, una d'elles és gravar ben profundament el seu nom als monuments i escultures perquè no es puguin esborrar sense destruir-los.

### Arquitectura

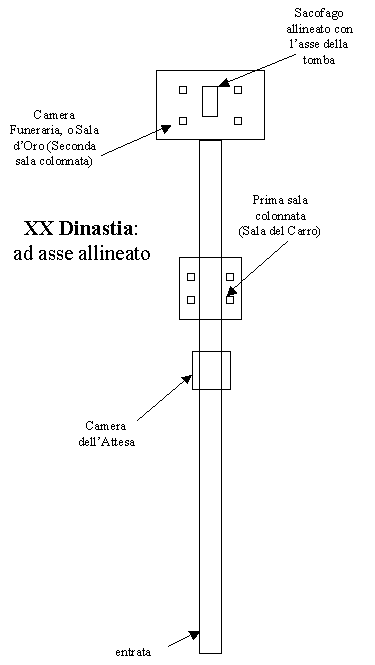
Esquema d'una tomba de la dinastia XX

L'arquitectura ramèssida es basa en la construcció "en massa", cal aconseguir ràpidament grans monuments i en gran quantitat arreu del país, tant a l'Alt com al Baix Egipte, des de Núbia fins al Delta. La majoria de les construccions es realitzen amb pedra calcària, material relativament fàcil de treballar i molt abundant a les pedreres egípcies, però que es degrada amb relativa facilitat, per això molts d'aquests monuments estan en ruïnes avui.
És l'època de les grans ampliacions al temple de Karnak, a Tebes, de les quals destaca l'enorme sala hipòstila, els relleus commemoratius de la batalla de Cadeix i la còpia del primer tractat de pau conegut.
També és l'època de la fundació de la capital Pi-Ramsès, a l'actual Qantir (Delta del Nil). Els ramèssides aprofiten antics palaus i temples i els reutilitzen, transformant-los en nous en el seu honor, traslladant-los totalment o parcial a nous emplaçaments o fins i tot aprofitant-ne els materials de construcció.
La construcció i el disseny dels hipogeus a la necròpolis tebana també es modifica, es construeixen tombes més pràctiques, amb formes rectangulars i sovint seguint un únic eix longitudinal. Són més grans i se n'elimina la "lleugeresa" de les decoracions de les tombes de la dinastia anterior. També són tombes amb un contingut major de textos religiosos.

### Escultura
Segueix les mateixes directrius que l'arquitectura, "com més gran millor", "com més n'hi hagi millor". L'escultura es torna més realista i més opulenta, ja no es busca tant la bellesa artística sinó la seva funcionalitat, ha d'inspirar majestuositat i fins i tot terror: "el faraó i la cort són poderosos i forts, res no els pot destruir".

### Pintura

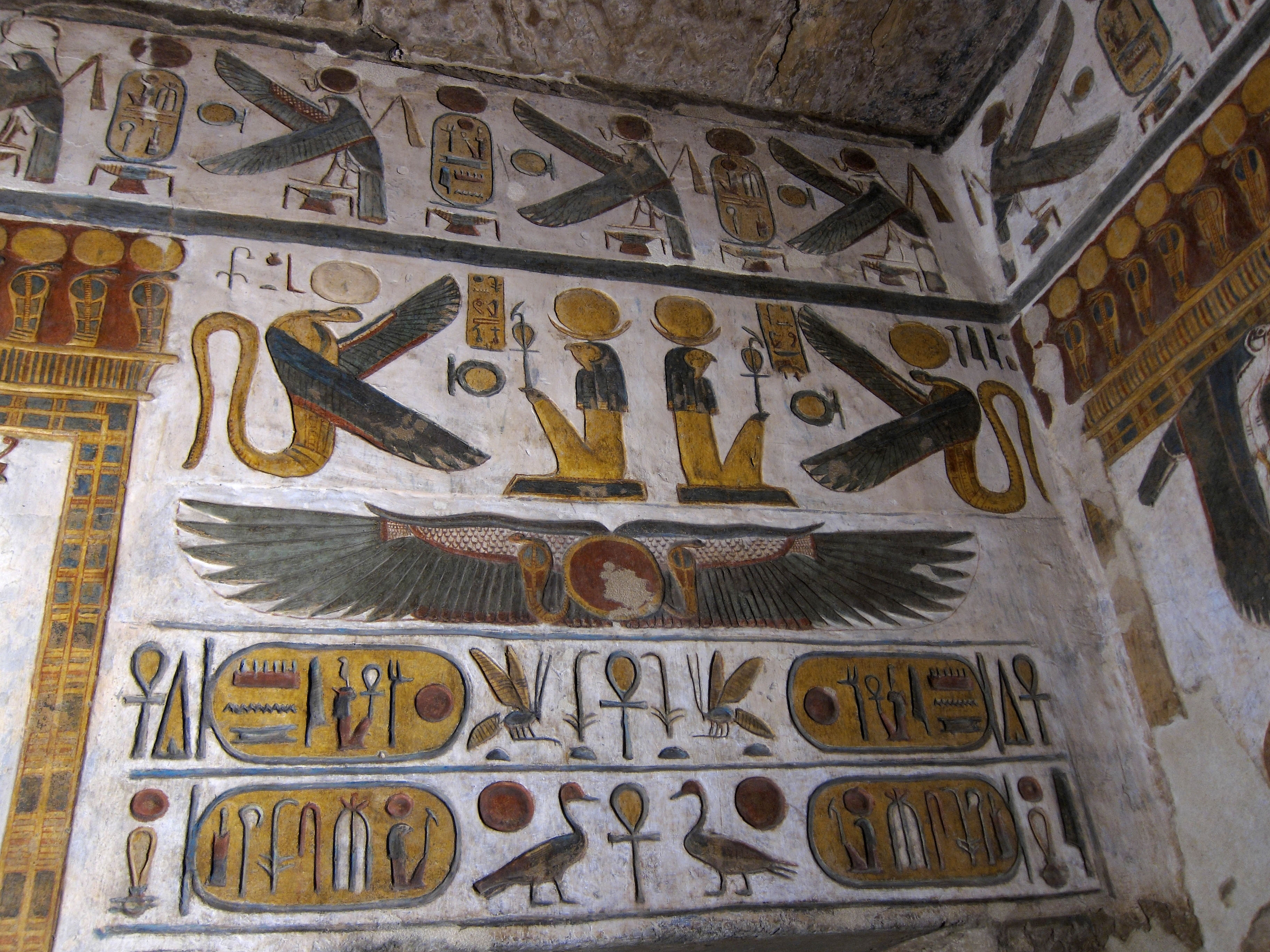
Temple de Khonsu a Karnak

Sovint al servei de l'arquitectura i de l'escultura, s'empra sobretot per a "donar color" als monuments. Té una finalitat funcional, fa ressaltar les formes dels jeroglífics de les inscripcions dels temples i les imatges dels faraons. Les pintures més destacades són les dels frescos de les tombes, especialment les de Seti I (KV17), les de Ramsès IV (KV2) i Nefertari (QV 66, a la Vall de les Reines).
També destaquen els colors del temple de Ramsès III a Madinet Habu, aconseguits amb pigments, però també amb pasta de vidre i altres materials.

## Galeria: art i monuments ramèssides

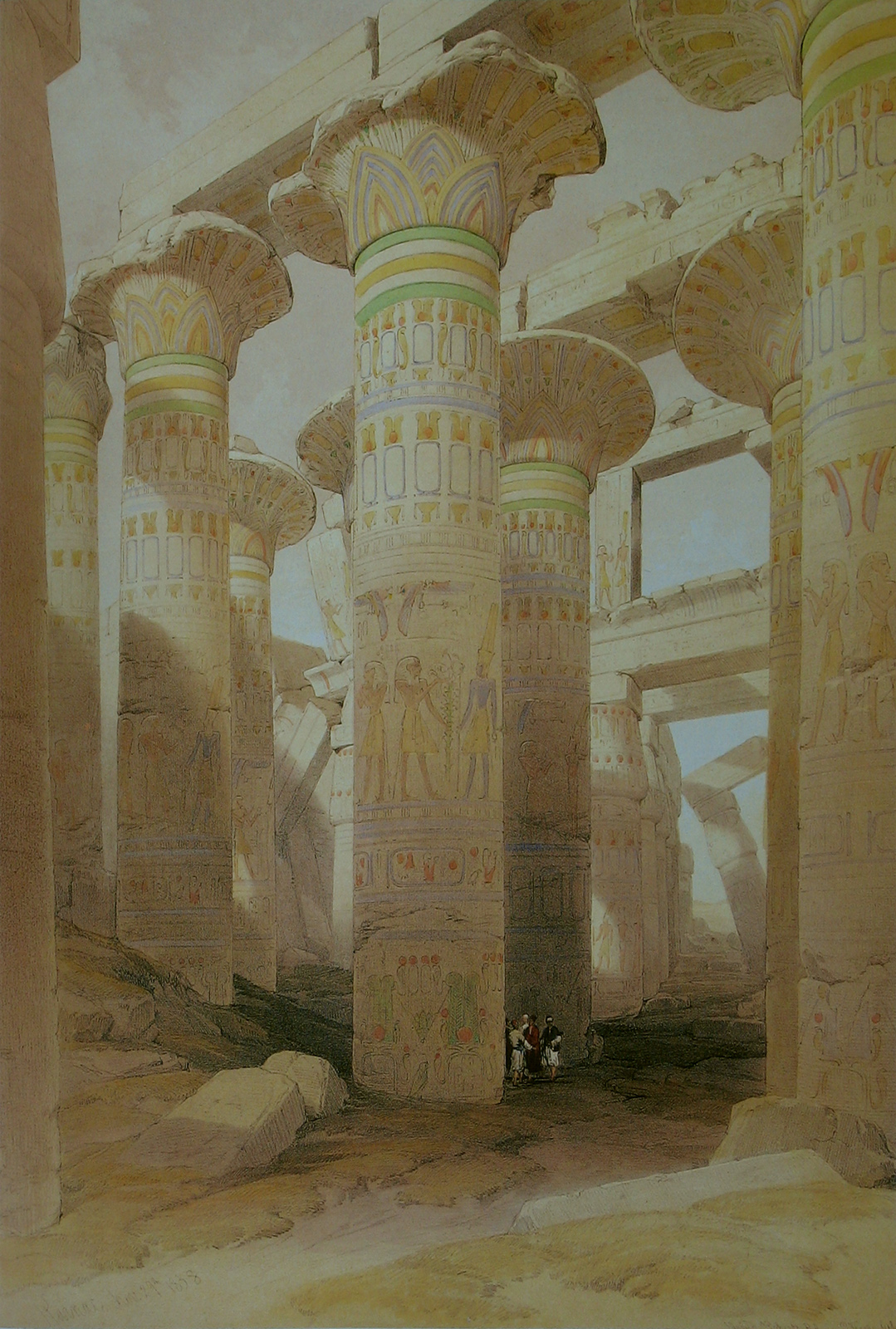
Sala Hipòstila de Karnak, a Luxor. Litografia de l'escocès David Roberts (cap al 1840).
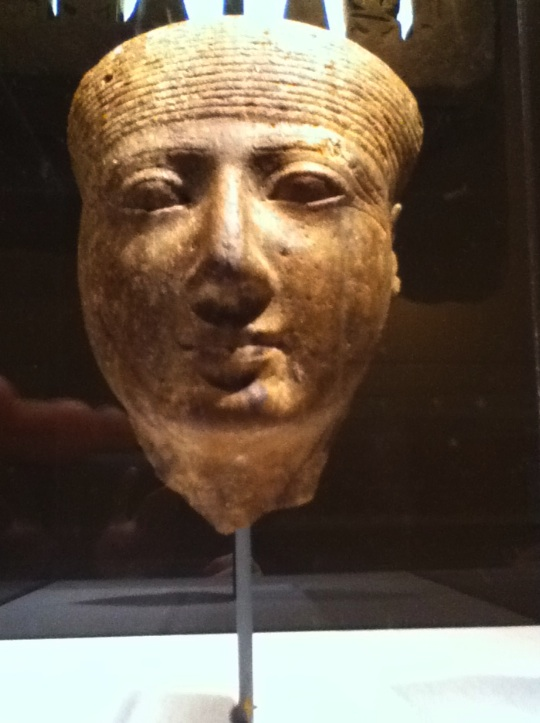
Cap d'una deessa egípcia. Escultura representativa del canvi substancial en l'art entre la dinastia XVIII i la XIX.
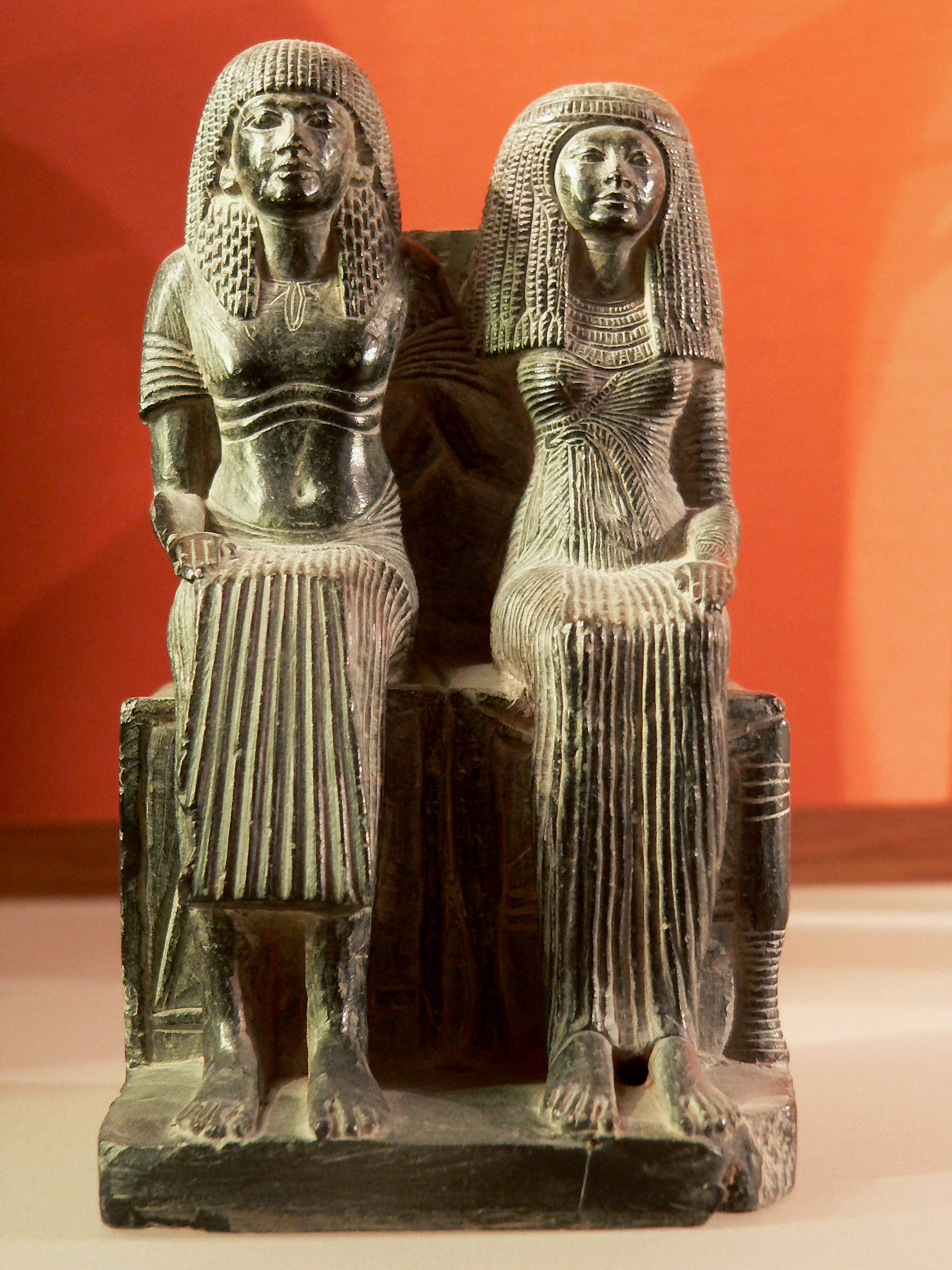
Parella desconeguda. Període ramèssida. Museu del Louvre.
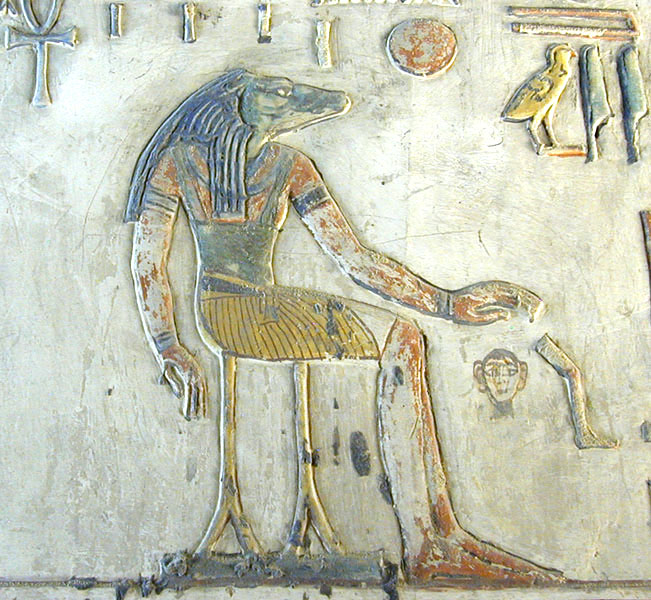
Tomba de Seti I. KV17. Vall dels Reis.
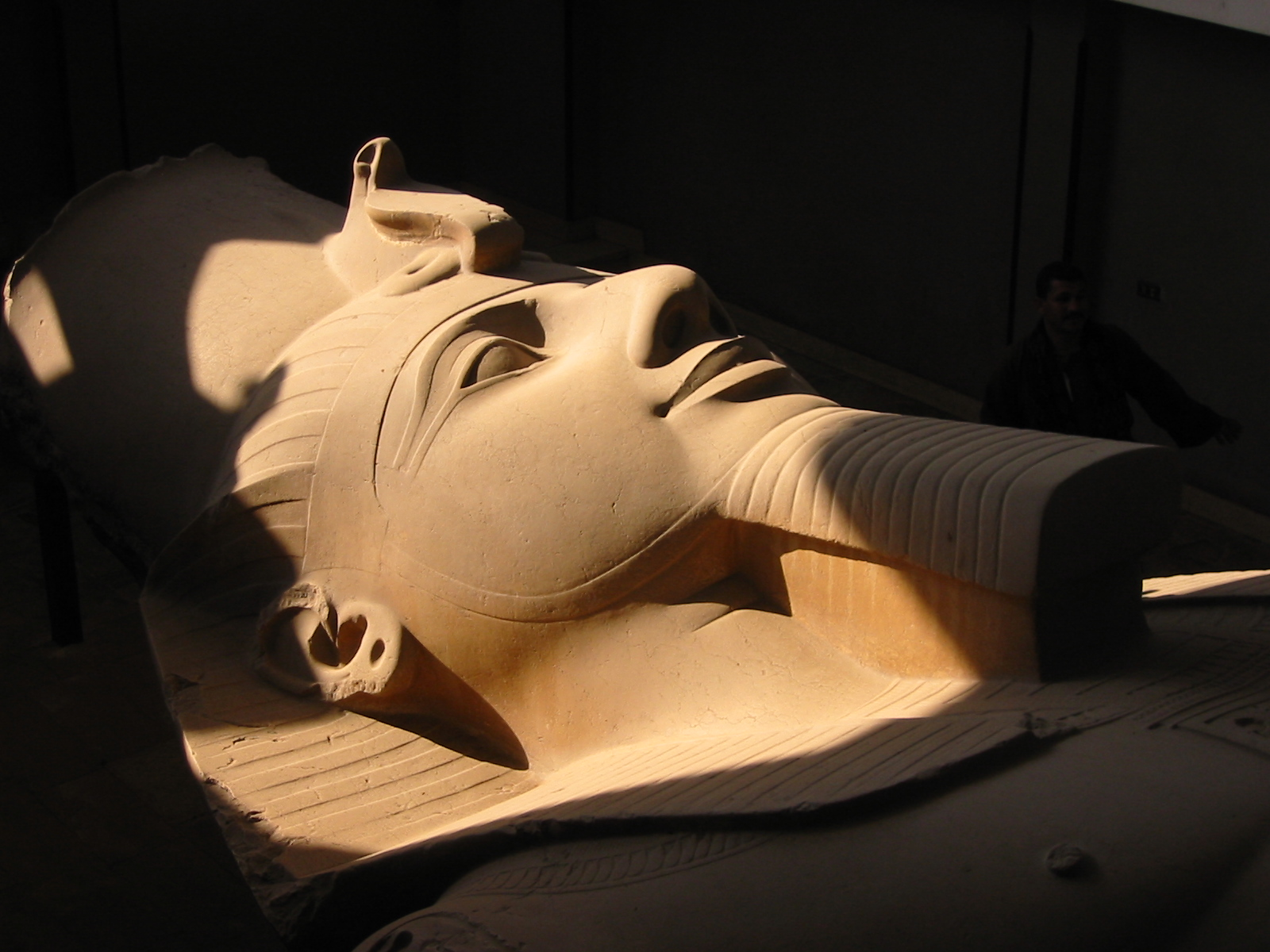
Detall de l'estàtua de Ramsès II a Memfis.
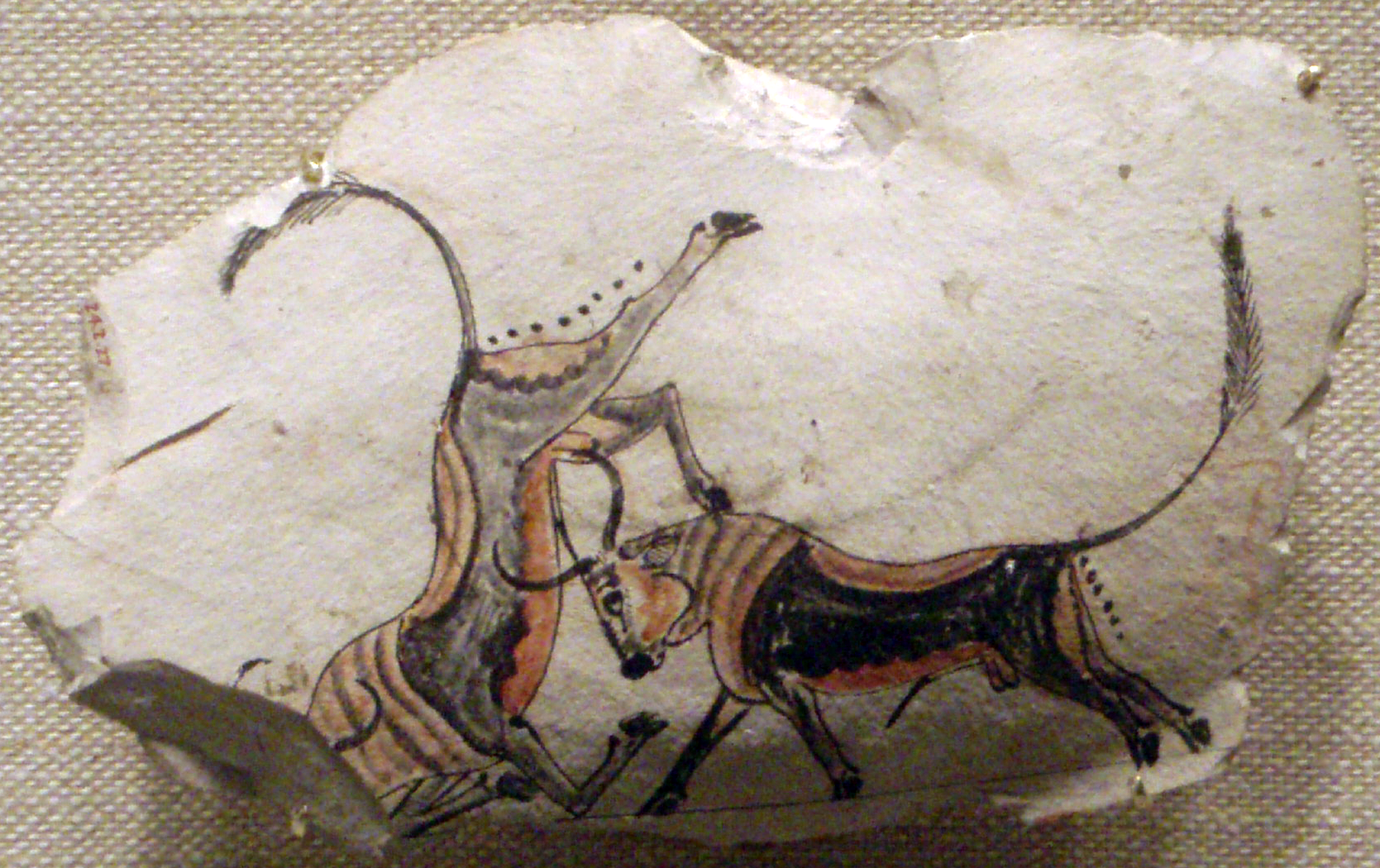
Ostrakon de l'època ramèssida. Dinastia XX. Museu Metropolità de Nova York.
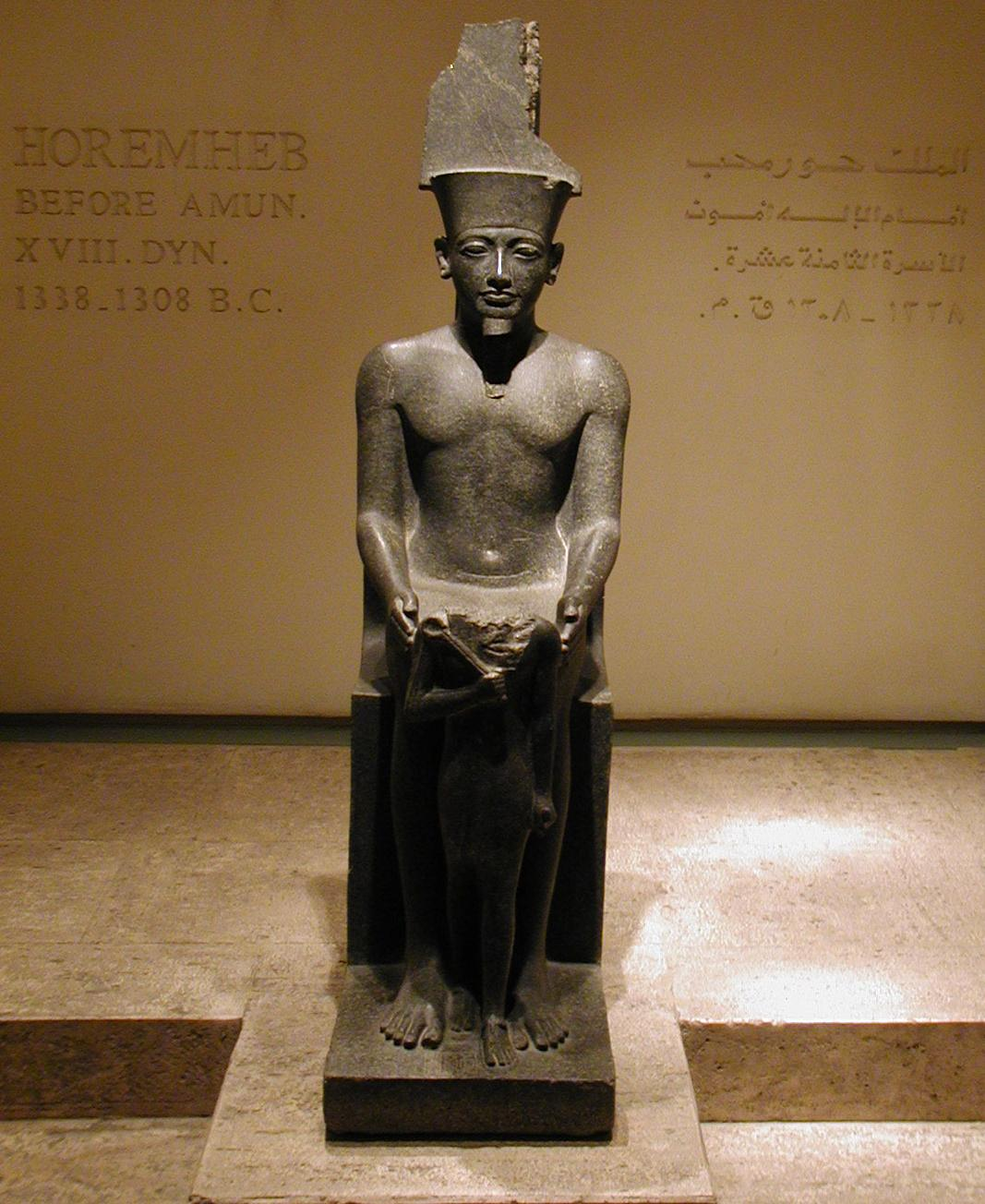
Horemheb, últim faraó de la dinastia XVIII, responsable de la transició entre dues èpoques.